# Eretmotus cirtensis
Eretmotus cirtensis är en skalbaggsart som beskrevs av Lewis 1892. Eretmotus cirtensis ingår i släktet Eretmotus och familjen stumpbaggar. Inga underarter finns listade i Catalogue of Life.